# Tarakeswar
Tarakeswar là một thành phố và khu đô thị của quận Hugli thuộc bang Tây Bengal, Ấn Độ.

## Địa lý
Tarakeswar có vị trí 22°53′B 88°01′Đ / 22,89°B 88,02°Đ Nó có độ cao trung bình là 18 mét (59 feet).

## Nhân khẩu
Theo điều tra dân số năm 2001 của Ấn Độ, Tarakeswar có dân số 28.178 người. Phái nam chiếm 53% tổng số dân và phái nữ chiếm 47%. Tarakeswar có tỷ lệ 72% biết đọc biết viết, cao hơn tỷ lệ trung bình toàn quốc là 59,5%: tỷ lệ cho phái nam là 78%, và tỷ lệ cho phái nữ là 66%. Tại Tarakeswar, 10% dân số nhỏ hơn 6 tuổi.